# Playa de los Molinucos
La playa de los Molinucos se encuentra situada en cabo Menor, en el municipio de Santander (Cantabria, España), junto al Parque de Mataleñas (por el que tiene acceso) y del Campo Municipal de Golf Mataleñas.
La pendiente de acceso al agua presenta suave desnivel, arena fina y bolos. Suele tener un bajo grado de ocupación y no ofrece ningún equipamiento. Esta playa queda completamente cubierta por la marea en la pleamar.
Tiene una longitud de 25 metros.